# Edward Drake (Skirennläufer)
Edward „Ed“ Drake (* 12. Januar 1986 in London) ist ein ehemaliger britischer Skirennläufer. Seine stärkste Disziplin war der Super-G.

## Biografie
Drake bestritt im Januar 2002 seine ersten FIS-Rennen, 2004 wurde er in den Kader des britischen Skiverbandes aufgenommen. In den Jahren 2004 und 2005 nahm er im Slalom an den Juniorenweltmeisterschaften teil, konnte aber keines dieser Rennen beenden. Nach einer Hüftoperation musste er im gesamten Winter 2005/06 pausieren. Seit Januar 2008 startet Drake im Europacup. Im März kam er mit Platz 22 in der ersten Abfahrt von Bansko erstmals in die Punkteränge. Einen Monat später gewann er den Riesenslalom, den Super-G, die Abfahrt und die Super-Kombination bei den britischen Meisterschaften in Méribel (Frankreich).  In der Europacupsaison 2008/09 erzielte Drake seine besten Leistungen im Super-G: Im Dezember kam er auf der Reiteralm erstmals unter die besten zehn und Ende Februar verfehlte er in Tarvisio mit Rang vier knapp sein erstes Podest. Im Dezember 2008 nahm er auch an acht Rennen im Nor-Am Cup teil, bei denen er fünfmal unter die besten zehn fuhr.
Am 17. Januar 2009 hatte Drake in der Abfahrt am Lauberhorn in Wengen seinen ersten Weltcupeinsatz. Mit knapp acht Sekunden Rückstand auf den Sieger Didier Défago konnte er sich aber nur an drittletzter Stelle weit hinter den Punkterängen klassieren. Im Februar nahm er an den Weltmeisterschaften 2009 in Val-d’Isère teil. In der Abfahrt kam er als 27. nur an die vorletzte Stelle, im Super-G konnte er sich mit Rang 29 im hinteren Mittelfeld klassieren. In der Super-Kombination wurde er nach Platz 20 in der Abfahrt wegen eines Torfehlers im Slalom disqualifiziert. Am 7. März 2009 bestritt er in Kvitfjell seine zweite Weltcupabfahrt und erreichte den 50. Platz von 55 gewerteten Läufern. Anfang April wurde er britischer Meister im Riesenslalom und im Super-G. Zum Auftakt der Europacupsaison 2009/10 fuhr Drake im Super-G auf der Reiteralm zum ersten Mal unter die besten drei. Bei seinem einzigen Weltcupstart in diesem Winter im Super-G von Kitzbühel belegte er den 42. Platz. Als einer von drei britischen Skirennläufern nahm er auch an den Olympischen Winterspielen 2010 in Vancouver teil, wo er in allen Disziplinen außer dem Slalom startete und als bestes Resultat den 29. Platz in der Super-Kombination erreichte.
Zu Beginn der Saison 2010/11 nahm Drake erstmals an mehreren Weltcuprennen hintereinander teil. Am 30. Januar 2011 holte er mit Platz 26 in der Super-Kombination von Chamonix seine ersten Weltcuppunkte. Am 26. Mai 2016 gab Drake seinen Rücktritt vom aktiven Skisport bekannt.

## Erfolge

### Olympische Spiele
- Vancouver 2010: 29. Super-Kombination, 32. Super-G, 37. Riesenslalom, 38. Abfahrt

### Weltmeisterschaften
- Val-d’Isère 2009: 27. Abfahrt, 29. Super-G

### Weltcup
- 1 Platzierung unter den besten 30

### Europacup
- Ein Podestplatz und weitere zwei Top-10-Platzierungen

### Britische Meisterschaften
- Drake ist sechsfacher britischer Meister: 2× Riesenslalom (2008, 2009), 2× Super-G (2008, 2009), 1× Abfahrt (2008) und 1× Super-Kombination (2008)

### Weitere Erfolge
- Fünf Top-10-Platzierungen im Nor-Am Cup
- Drei Siege in FIS-Rennen